# زبره‌ماهیان
زبره‌ماهیان (نام علمی: Setarchidae) نام یک تیره از راسته عقرب‌ماهی‌سانان است.